# North Baja pipeline
North Baja pipeline — інтерконектор, який з'єднує газотранспортні мережі Мексики та США на західній ділянці кордону.
В 2002 році у штаті Каліфорнія ввели в експлуатацію газопровід North Baja довжиною 85 миль та діаметром 750 мм. Він починається від компресорної станції Ehrenberg, куди зі сходу виходить одна із гілок системи El Paso Natural Gas, що постачає до Каліфорнії блакитне паливо з Техасу та Нью-Мексико (басейни Періман та Сан-Хуан). North Baja прямує на південь до прикордонного з Мексикою Ogilby, а після кордону лінію продовжує мексиканський Gasoducto Bajanorto. Таким чином з'явилась можливість для поставок блакитного палива до Мексики.
Втім, планувалось що зі спорудженням в мексиканському штаті Нижня Каліфорнія терміналу для імпорту ЗПГ Коста-Азул розпочнуться поставки із Мексики до США. Втім, на момент готовності терміналу у 2008 році в США вже розгорнулась «сланцева революція», яка нівелювала потребу в таких послугах.
Пропускна здатність інтерконектора North Baja становить близько 14 млн.м3 на добу у напрямку Мексики та 17 млн.м3 на добу у напрямку США.